# Ноблесснер (порт)
Порт Но́блесснер (эст. Noblessneri sadam, код EENOB), в 1918–1940 и 1993–2013 годах Петро́вская га́вань, порт Пе́этри (эст. Peetri sadam), в советское время порт 7-го завода (эст. 7. tehase sadam) — морской яхтенный порт в Таллине, Эстония. Расположен на берегу Финского залива между портами Минная гавань и Лётная гавань. Территория порта —  10767,77 м². Адрес порта: ул. Пеэтри Т5, регистровый адрес: ул. Тёэстузе 48.  
Порт был основан в 1912 году, когда  Ревеле началось возведение судостроительного завода «Ноблесснер». В советское время порт принадлежал Таллинскому морскому заводу (7-му судоремонтному заводу ВМФ СССР). В 2010 году в порту была создана яхтенная гавань; с того же времени в окрестностях порта началось возведение приморского офисно-жилого квартала Ноблесснер. В настоящее время порт принадлежит концерну «BLRT Grupp». Оператором порта является общество с ограниченной ответственностью «Port Noblessner OÜ».

## История порта

### В 1912—1940 годах
В 1911 году, согласно правительственной программе строительства малых военных кораблей, в Ревеле было основано несколько судостроительных заводов, в связи с чем на берегу Финского залива в черте города было построено несколько портов. В 1912 году был основан судостроительный завод «Ноблесснер». С 1913 года его гавань и верфь носили одно и то же название (1913—1916 гг. — верфь Нобеля и Лесснера, 1916—1918 гг. — верфь Ноблесснера). В 1918 году завод получил название «Петровская верфь», поэтому в 1918–1940 годах порт носил название Петровский порт (Петровская гавань).

### В Советской Эстонии
После присоединения Эстонии к СССР, 26 июля 1940 года порт вместе с заводом был передан в пользование ВМФ СССР. C 1944 года порт снова носил те же названия, что и завод. Дольше всего он назывался портом 7-го завода.

### В Эстонской республике
В 1994 году было восстановлено историческое название порта — Петровский. Официально оно было утверждено 26 февраля 1998 года.

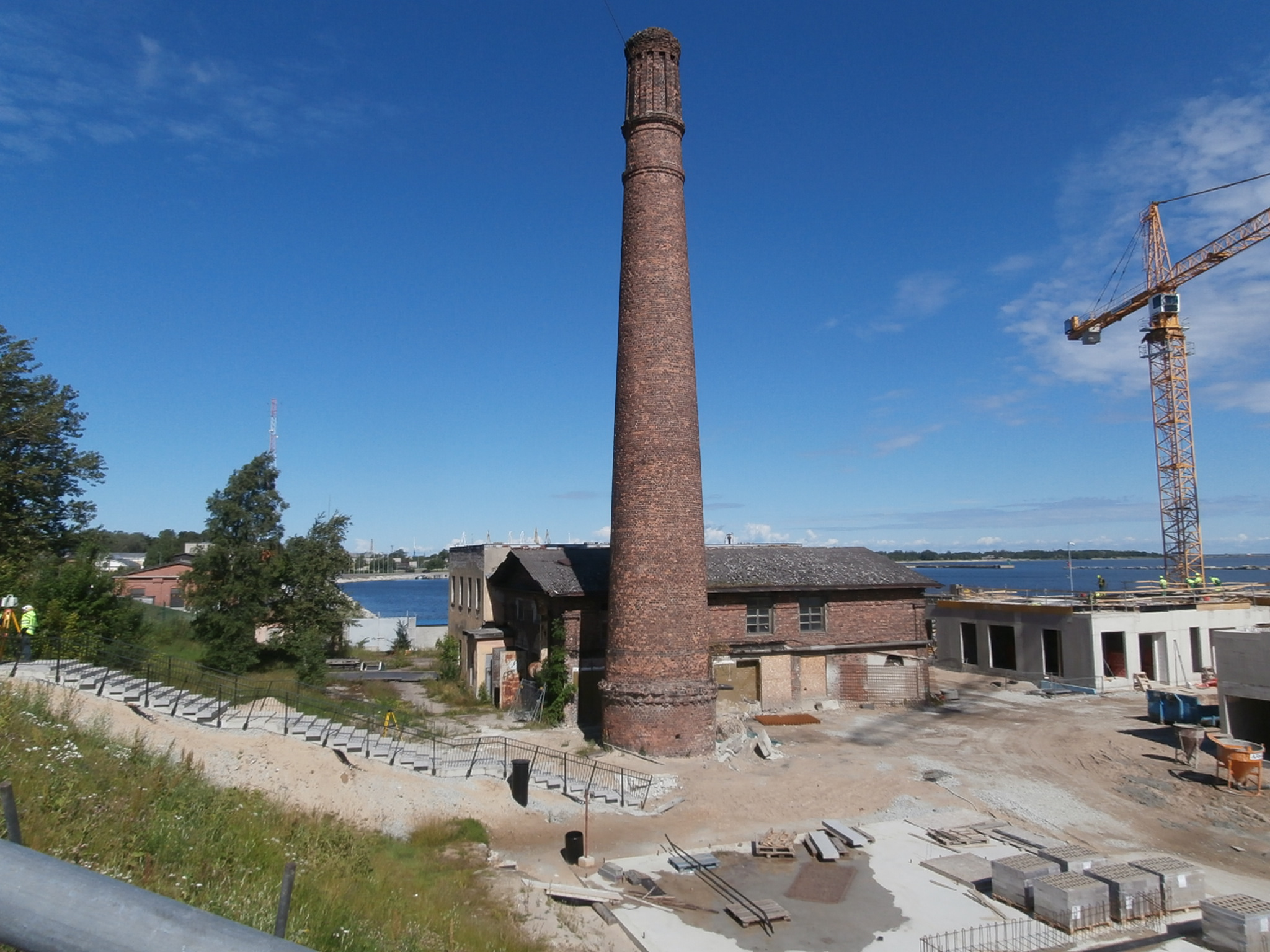
Исторические постройки и новое строительство в порту Ноблесснер, 2017 год

До своего банкротства в 2001 году Петровский порт принадлежал Таллинскому морскому заводу, затем, в результате продолжительных судебных тяжб, его владельцем стал концерн «BLRT Grupp». Концерн начал активно заниматься преобразованием территории порта в современный центр отдыха и предпринимательства и ввёл для обозначения данного района название квартал Ноблесснер, в связи с чем обратился к управе Таллина с просьбой переименовать Петровский порт в порт Ноблесснер.
Расположенные на территории порта исторические здания и постройки (из них 18 — памятники архитектуры) относятся ко временам завода «Ноблесснер», почти все они в последующие годы были отреставрированы и перестроены. Основной причиной смены названия порта было названо желание уменьшить путаницу, вызванную использованием разных названий в одной местности. Совет по топонимике на нескольких заседаниях обсудил просьбу «BLRT Grupp» и спросил мнение Морского музея Эстонии, который поддержал довоенное название порта. 2 октября 2013 года Таллинская городская управа изменила название порта. До этого, 26 февраля 2013 года, с предложением переименовать порт согласились эстонский Совет по топонимике и министр по делам регионов.

## Описание порта
Порт предоставляет возможность швартовки малых судов. Территория порта — 10 767,77 м², площадь акватории — 182 141,3 м². Навигационный период — с 1 мая по 31 октября. Оператор порта — основанное в 2019 году общество с ограниченной ответственностью Port Noblessner OÜ.

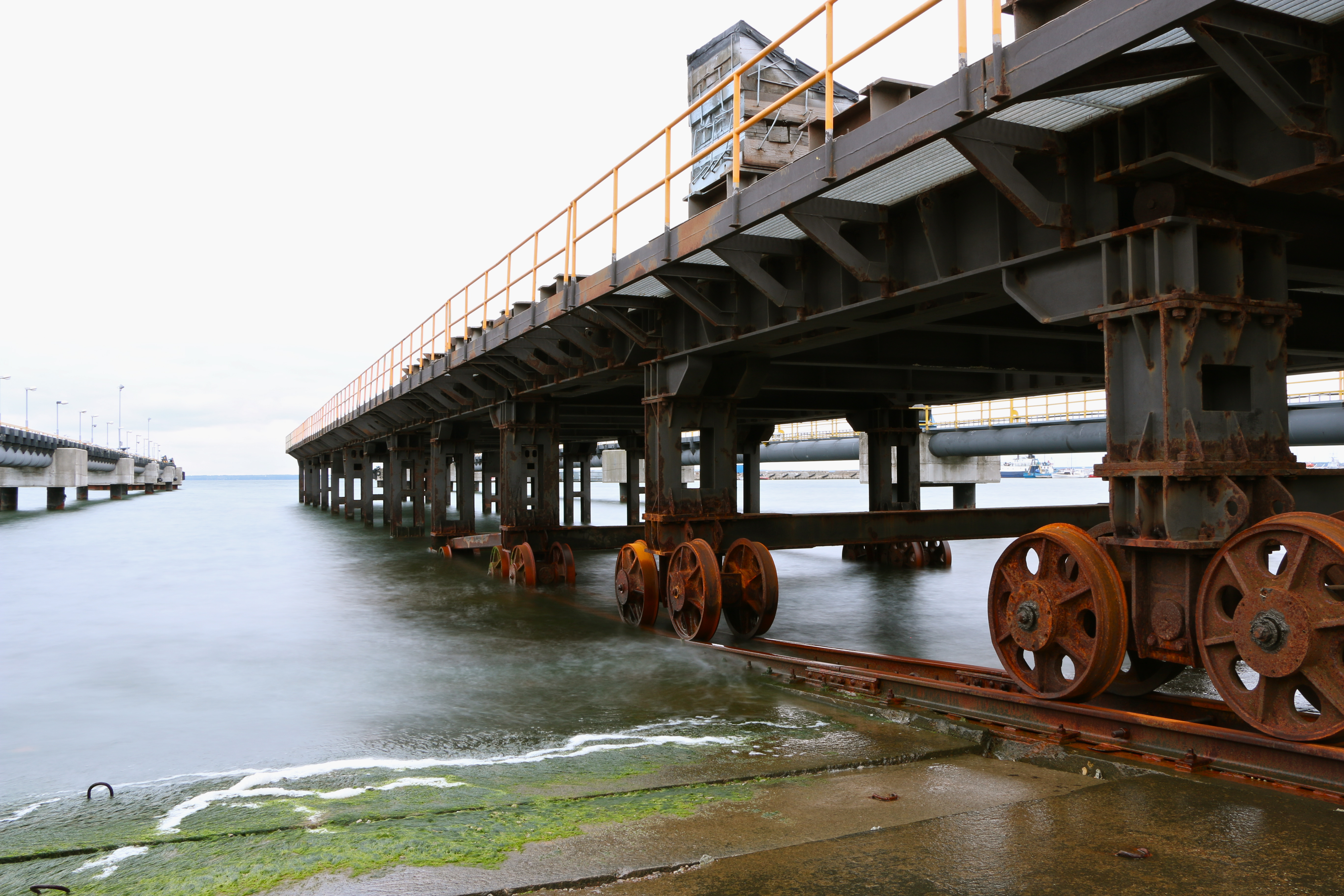
Бывший эллинг завода «Ноблесснер» (памятник архитектуры) в 2013 году

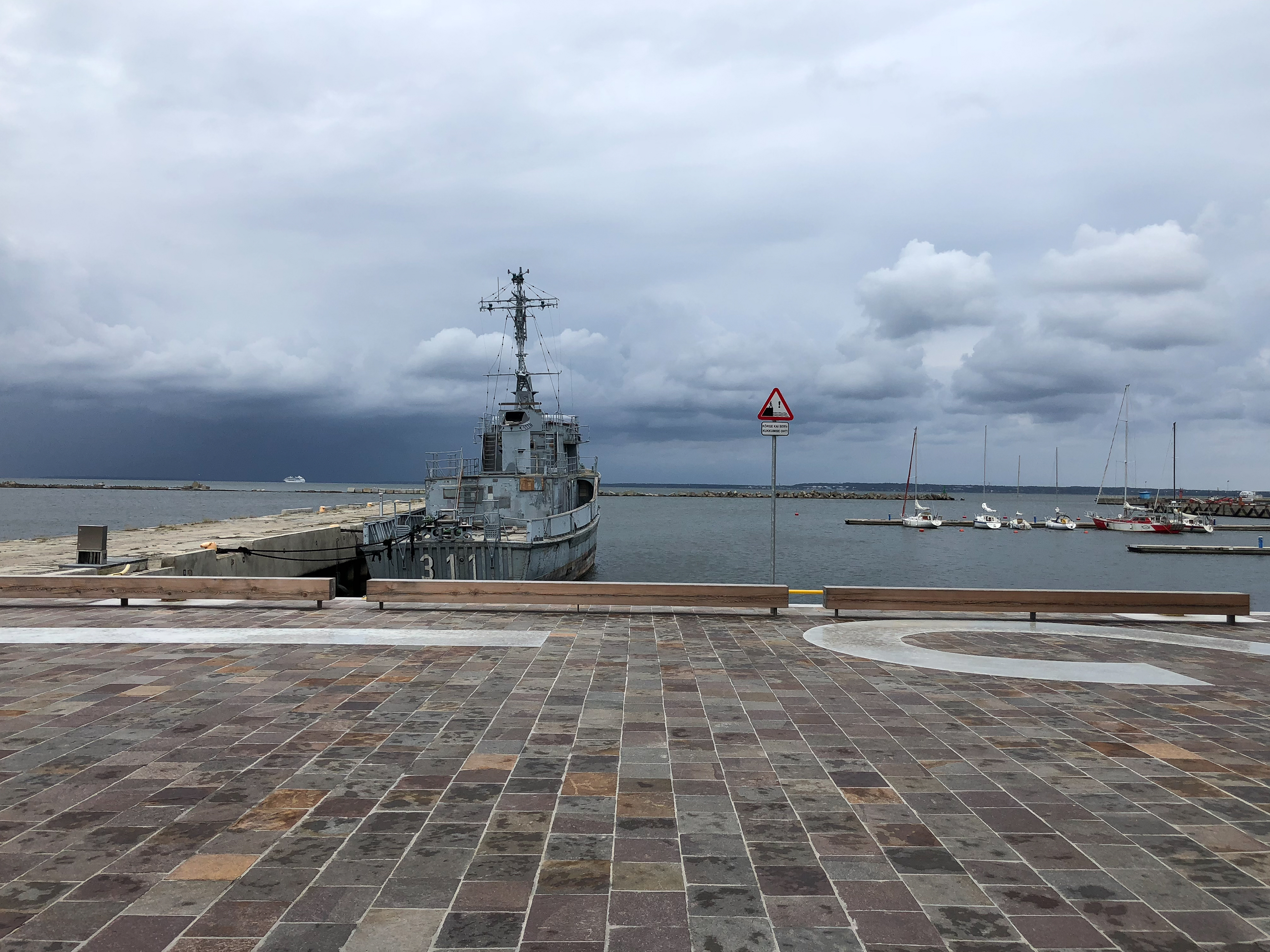
Порт «Ноблесснер», улица Стаапли, 2018 год

Технические данные порта согласно Регистру портов Эстонии:
- общий тоннаж судна — от 500 и не более 7500 тонн;
- наибольшая длина судна — 30 м;
- наибольшая ширина судна — 9 м;
- наибольшая осадка судна — 4 м;
- наименьшая ширина судового хода — 50 м;
- наименьшая глубина судового хода — 4,3 м.

Порт имеет 14 причалов, из них 6 — стационарные, 8 — плавучие:  
| Наименование причала | Тип причала             | Глубина у причала, м | Длина причала, м |
| -------------------- | ----------------------- | -------------------- | ---------------- |
| А                    | плавучий                | 4,1                  | 40               |
| В                    | плавучий                | 4,8                  | 60               |
| С                    | плавучий                | 4,6                  | 70               |
| D                    | плавучий                | 4,3                  | 90               |
| J                    | плавучий                | 3,8                  | 120              |
| K                    | плавучий                | 4,6                  | 70               |
| L                    | плавучий                | 4,6                  | 90               |
| № 40                 | стационарный            | 4,7                  | 76               |
| № 40A                | стационарный            | 4,8                  | 65               |
| № 41                 | стационарный            | 4,5                  | 125              |
| № 42                 | стационарный            | 4,2                  | 120              |
| № 43                 | стационарный            | 4,2                  | 110              |
| № 44А                | плавучий                | 4,3                  | 15               |
| № 44                 | стационарный, аварийный | 3,0                  | 225              |